# Apharus hexagonus
Apharus hexagonus är en skalbaggsart som beskrevs av Park, in Park, Wagner och Ivan T. Sanderson 1976. Apharus hexagonus ingår i släktet Apharus och familjen kortvingar. Inga underarter finns listade i Catalogue of Life.